# Château de la Saumès

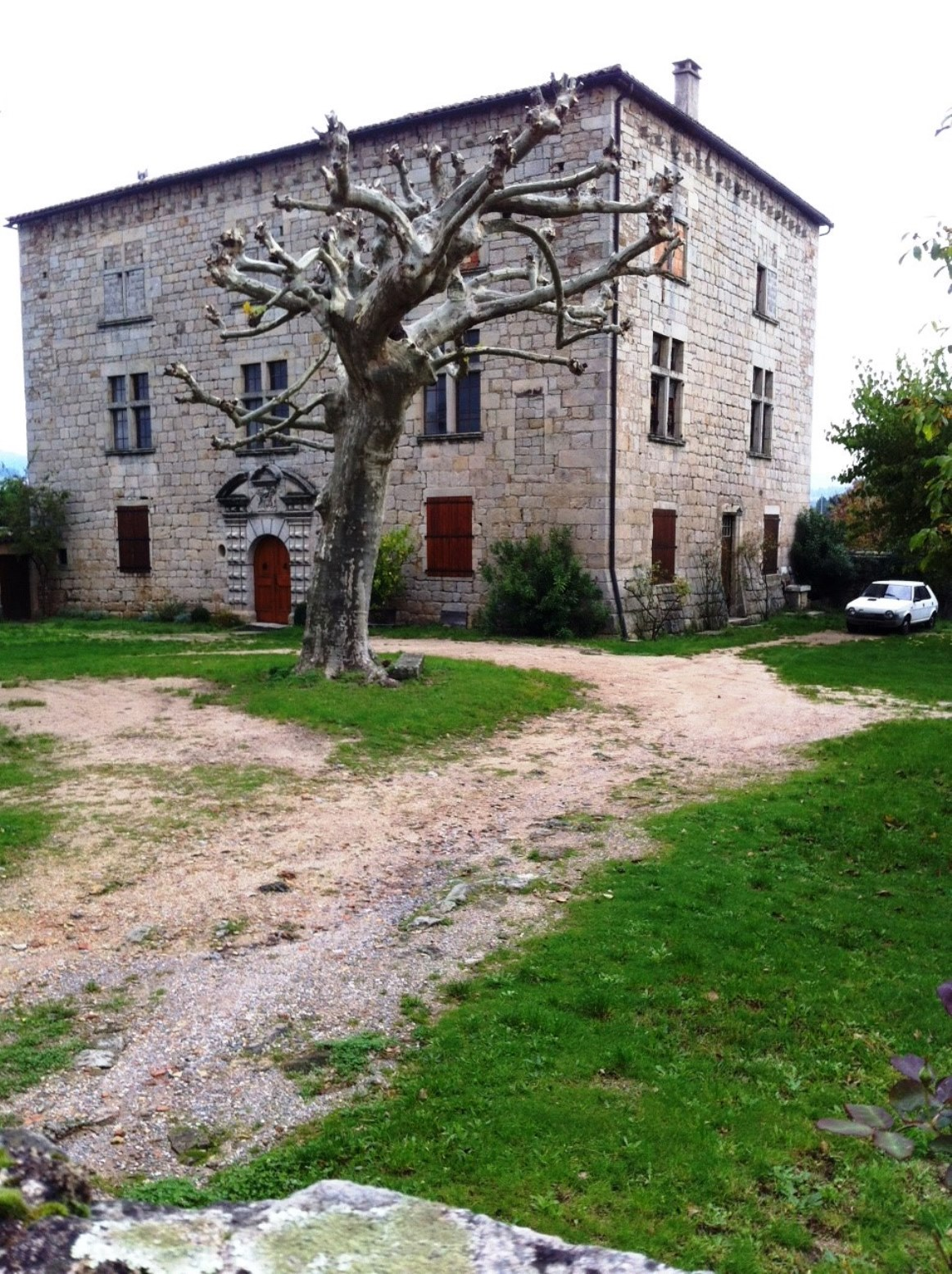
Chateau La Saumès

Le château de la Saumès est situé sur la commune de Lablachère. C'est une grosse bâtisse carrée au portail imposant.

## Historique
Pendant longtemps propriété de la famille de Chanaleilles qui en avait fait l'acquisition, lors de la vente des biens par la princesse Marie-Louise de Rohan-Soubise, comtesse de Marsan héritière de la famille de Joyeuse, en 1788.
Vendu puis racheté au XIXe siècle, il servit un temps de refuge aux Oblats de Marie expulsés de Notre-Dame de Bon Secours.
Vendu à un Mr Charousset vers 1850, il fut racheté par un héritier Chanaleilles.
Il servit d'école aux frères. 

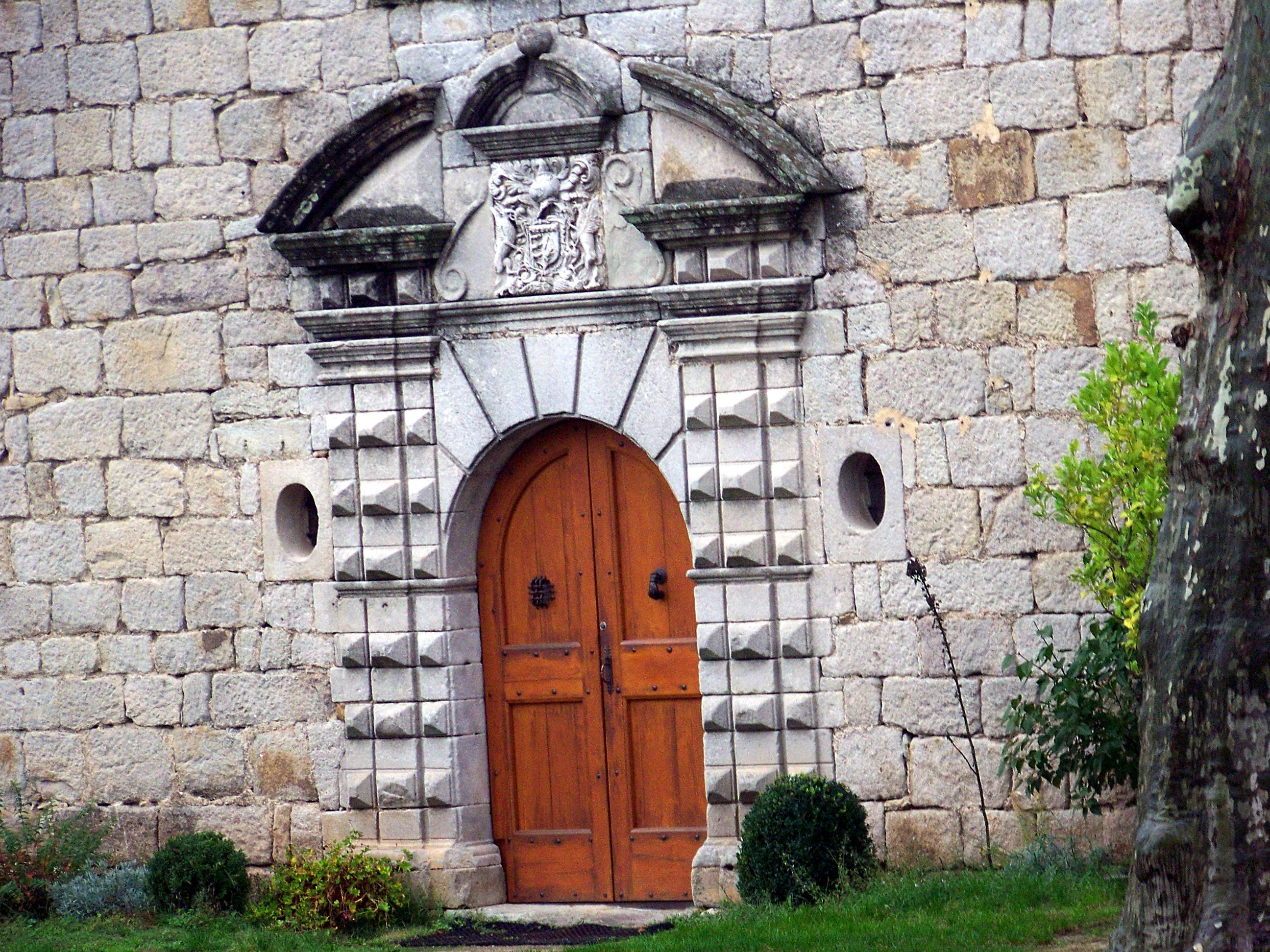
Portail du chateau La Saumès

Il fut le lieu d'un épisode de la révolte des Masques Armés au cours du XVIIe siècle.